# ジョン・デンスモア
ジョン・ポール・デンズモア (John Paul Densmore, 1944年12月1日 - ) は、アメリカのミュージシャン。ザ・ドアーズのドラマーとしてよく知られる。

## 人物
デンズモアは1944年、メイン州に生まれる。サンタモニカカレッジとカリフォルニア州立大学ノースリッジ校で学んだ彼は、1965年、旧知のレイ・マンザレクに誘われて、ドラマーとしてドアーズに加入する。ジム・モリソンの死後も、残された3人のメンバーで活動を継続し、1973年までドアーズとして活動した。
ドアーズの解散後は、ギタリストのロビー・クリーガーとともにバッツ・バンドを組んで活動して2枚のアルバムを発表したほか、1978年に発売されたアルバム『アメリカン・プレイヤー』では、マンザレク・クリーガーとともにモリソンの残した詩の朗読テープにあわせたバック・トラックを録音した。その後も、ドアーズ関連のプロモーションには3名で「ドアーズ」として活動し、バンド時代には叶わなかった来日も果たしている。
その後、演技の勉強をして俳優として活動するようになる。1991年の映画『ドアーズ』では、監督のオリバー・ストーンと対立して一切の協力から手を引いたマンザレクとは対照的に、クリーガーとともに映画製作に協力し、録音エンジニアの役でカメオ出演もしている。
1990年には、ドアーズとして活動していた当時のバンドの内面や自らの苦悩を記した自伝『Riders on the Storm』（邦題『ドアーズ』早川書房）を出版する。本書においては、モリソンとモリソンを擁護するマンザレクに対して、モリソンの奇行に戸惑うデンズモアとクリーガーという対立軸があったことが読み取れる。その影響は後年まで続き、解散後のデンズモアは、モリソンの伝道者であるマンザレクから一定の距離をおいている。一方、クリーガーはデンズモアともマンザレクとも良好な距離を築き、ときにはマンザレクと、ときにはデンズモアとプレイしている。
2002年には、マンザレクとクリーガーが「21世紀のドアーズ The Doors 21st Century」として活動を開始したが、デンズモアは参加せず、2003年には「ドアーズ」のバンド名使用差し止めの訴訟を起こした。やがて訴訟にはモリソンの遺族も加わり、2005年には訴えが認められ、バンド名は『ライダーズ・オン・ザ・ストーム』、後に『マンザレク・クリーガー』となった。デンズモアはこのバンドに誘われていないと主張したため、マンザレクとクリーガーは公式にバンドへの参加を呼び掛けたが、デンズモアは応えなかった。
デンズモアはその後も作家・俳優として活動を続けている。ドアーズ関連の活動も続けており、バンドの40周年記念DVD製作に協力したほか、クリーガーとともに演奏活動も行っている。